# Termioptycha
Termioptycha är ett släkte av fjärilar. Termioptycha ingår i familjen mott.
Kladogram enligt Catalogue of Life:
| Termioptycha | \| \| Termioptycha aurantiaca \| \| \| \| \| \| Termioptycha bilineata \| \| \| \| \| \| Termioptycha chonsenalis \| \| \| \| \| \| Termioptycha cyanopa \| \| \| \| \| \| Termioptycha distantia \| \| \| \| \| \| Termioptycha erasta \| \| \| \| \| \| Termioptycha eucarta \| \| \| \| \| \| Termioptycha inimica \| \| \| \| \| \| Termioptycha lativitta \| \| \| \| \| \| Termioptycha margarita \| \| \| \| \| \| Termioptycha nigrescens \| \| \| \| \| \| Termioptycha scoparialis \| \| \| \| |
|              | \| \| Termioptycha aurantiaca \| \| \| \| \| \| Termioptycha bilineata \| \| \| \| \| \| Termioptycha chonsenalis \| \| \| \| \| \| Termioptycha cyanopa \| \| \| \| \| \| Termioptycha distantia \| \| \| \| \| \| Termioptycha erasta \| \| \| \| \| \| Termioptycha eucarta \| \| \| \| \| \| Termioptycha inimica \| \| \| \| \| \| Termioptycha lativitta \| \| \| \| \| \| Termioptycha margarita \| \| \| \| \| \| Termioptycha nigrescens \| \| \| \| \| \| Termioptycha scoparialis \| \| \| \| |
|              | Termioptycha aurantiaca |
|              | |
|              | Termioptycha bilineata |
|              | |
|              | Termioptycha chonsenalis |
|              | |
|              | Termioptycha cyanopa |
|              | |
|              | Termioptycha distantia |
|              | |
|              | Termioptycha erasta |
|              | |
|              | Termioptycha eucarta |
|              | |
|              | Termioptycha inimica |
|              | |
|              | Termioptycha lativitta |
|              | |
|              | Termioptycha margarita |
|              | |
|              | Termioptycha nigrescens |
|              | |
|              | Termioptycha scoparialis |
|              | |